# Nuri Andraus Gassani
Nuri Andraus Gassani (Uberlândia, 2 de julho de 1941 — 18 de dezembro de 2001) foi um engenheiro e político brasileiro.
Filho de José Andraus Gassani e Gulhermina Andrans,  Foi também secretário de Agricultura do Distrito Federal antes de ser escolhido ministro interino da Agricultura por Itamar Franco, ocupando o cargo de 5 a 16 de junho de 1993. Posteriormente, se tornou presidente do Sindicato Rural do Distrito Federal.